# Makijiwka
Makijiwka (ukrainisch Макіївка; russisch Макеевка Makejewka) ist die unmittelbare östliche Nachbarstadt von Donezk im Industriegebiet Donezbecken im Osten der Ukraine. Makijiwka hat 347.000 Einwohner (Stand 2016) und ist damit nach Donezk und Mariupol die drittgrößte Stadt der Oblast Donezk.

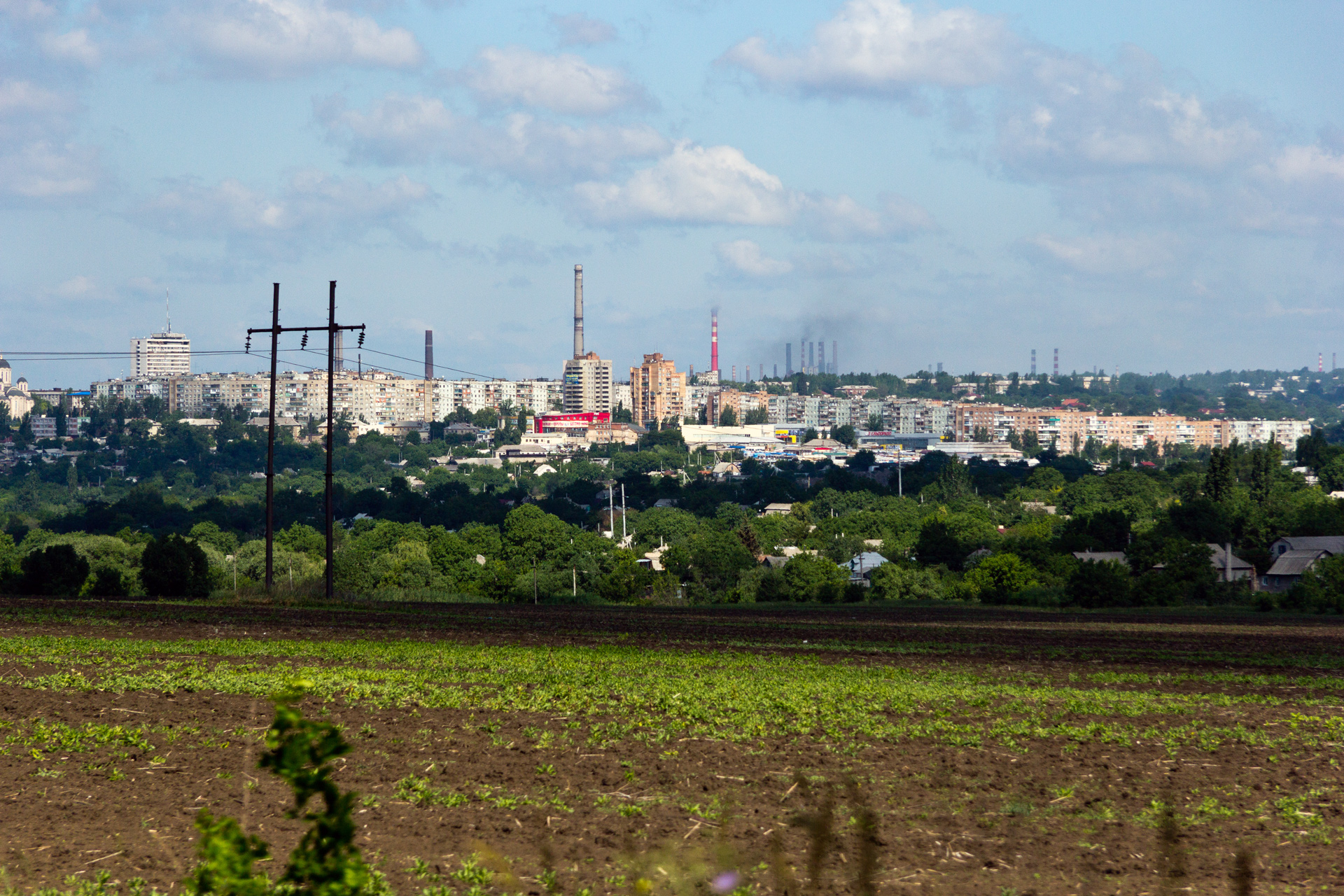
Stadtansicht

## Geografie
Makijiwka gliedert sich in 5 Stadtrajone mit 17 Siedlungen städtischen Typs, 7 Dörfer und 8 Siedlungen:
- Rajon Hirnyz mit den Siedlungsratsgemeinden
  - Hrusko-Sorjanske mit den Siedlungen städtischen Typs
    - Hrusko-Sorjanske
    - Hrusko-Lomiwka
    - Majak
    - Meschowe
    - Wyssoke sowie die Siedlung
    - Cholmyste (Холмисте)

  - Proletarske mit den Siedlungen städtischen Typs
    - Husselske
    - Kolosnykowe
    - Proletarske (offiziell seit 2016 Pjatypillja/П'ятипілля[2])
    - Swerdlowe (offiziell seit 2016 Cholodne/Холодне[2])
    - Wuhljar sowie den Dörfern
    - Molotscharka (Молочарка)
    - Schewtschenko (Шевченко)

- Rajon Kirow mit der Siedlungsratsgemeinde
  - Jassyniwka unterteilt in die Siedlung städtischen Typs
  - Semljanky
    - Jassyniwka
- Rajon Sowjet mit den Siedlungsratsgemeinden
  - Krynytschna mit der Siedlungen städtischen Typs
    - Krynytschna sowie den Siedlungen
    - Wassyliwka (Василівка)
    - Lebjasche (Леб'яже)

  - Nyschnja Krynka mit den Siedlungen städtischen Typs
    - Krasnyj Oktjabr (offiziell seit 2016 Lypske/Липське[2])
    - Lisne
    - Nyschnja Krynka
    - Welyke Orichowe sowie den Dörfern
    - Lypowe (Липове)
    - Orichowe (Оріхове) und der Landratsgemeinde

- - Werchnja Krynka mit den Dörfern
    - Werchnja Krynka (Верхня Кринка)
    - Krasna Sorja (Красна Зоря)
    - Nowoseliwka (Новоселівка) sowie den Siedlungen
    - Almasne (Алмазне)
    - Monachowe (Монахове)
    - Nowyj Swit (Новий Світ)
    - Nowomarjiwka (Новомар'ївка)
    - Nowomoskowske (Новомосковське)

- Rajon Zentralne-Misto

- Rajon Tscherwonohwardija

## Wirtschaft und Infrastruktur
- Makijiwka und Donezk sind miteinander verwachsen und haben die gleiche industrielle Struktur: Metallurgie und Kohlebergbau. Seit den 1970er Jahren gab es Pläne, beide Städte zu vereinigen und ein neues gemeinsames Stadtzentrum zu errichten. Es war ein neuer großer Zentralbahnhof und eine U-Bahn-Verbindung geplant. Als Doppelstadt wäre Donezk-Makijiwka mit etwa 1,5 Millionen Einwohnern nach Kiew die zweitgrößte Stadt der Ukraine gewesen. Diese Pläne sind bis heute (Stand 2022) nicht zur Ausführung gekommen.
- Die Stadt lebt seit dem 19. Jahrhundert vom Abbau von Steinkohle. Darüber hinaus haben sich Eisen- und Stahlwerke angesiedelt, die zu den bedeutendsten der Ukraine zählen. Kleinere metallverarbeitende und chemische Werke, Maschinenbau und Lebensmittelverarbeitung bilden weitere wirtschaftliche Grundlagen der Stadtbewohner.

Die größten Unternehmen sind Makijiwugol, Makijiwskij Metallurgical Works, die Yasinowskij Coke-chemical Plant, die Aktiengesellschaft Makijiwcoke, Granit, Stroymash, Makijivsky Mine's Automatic Machinery plant, das Hüttenwerk Makijiwka.
- Die Stadt ist verbunden mit den Eisenbahnlinien Jassynuwata-Krynitschna-Linie (russisch: Ясиноватая-Криничная) sowie der Güterbahnlinie Mospyno-Makijiwka (russisch: Моспино-Макеевка грузовая). Sie verfügt über einen entsprechenden Hauptpersonenbahnhof Makijiwka-Pasashirska, einen Eisenbahnknotenpunkt Chanzhonkowo und einige kleinere Bahnhöfe (Krynichna, Monakhovo, Makijiwka-Gruzovaya).
- Von 1924 bis 2006 gab es eine Straßenbahnlinie. Seit 1969 erschließen vier Linien des Oberleitungsbusses die Stadt und es verkehren zahlreiche Stadtbuslinien.

## Geschichte
Makijiwka hieß bis 1931 Dimitrijewsk, seine Geschichte reicht bis ins 17. Jahrhundert zurück. Im 19. Jahrhundert wurden die Kosakensiedlungen Jassyniwka, Nyschnja Krynka, Semljanky, Makijiwka und Schtschehlow zum Amtsbezirk Makijiwsk zusammengefasst; die Siedlung Dimitrijewsk entwickelte sich zum Kultur-, Handels- und Verwaltungszentrum des Bezirks.
1917 erhielt Dimitrijewsk den Status einer Stadt und wurde im April 1931 in Makijiwka umbenannt. Seit 1938 ist die Stadt in vier Stadtrajone aufgeteilt: Zentralno-Misto (Stadtzentrum), Kirow, Radjansk/Sowjet, Tscherwonohwardija; 1975 kam ein fünfter, Hirnyz, hinzu.
In der Stadt bestand das Kriegsgefangenenlager 471, Makeevka, für deutsche Kriegsgefangene des Zweiten Weltkriegs. Schwer Erkrankte wurden im Kriegsgefangenenhospital 3099 versorgt.
Die Stadt befindet sich seit 2014 unter Kontrolle der international nicht anerkannten Volksrepublik Donezk, welche von Russland materiell und personell unterstützt wird und gehört daher zu einem Gebiet, auf dem die Organe der ukrainischen Staatsmacht vorübergehend ihre Befugnisse nicht ausüben.
Während des russischen Angriffs auf die Ukraine wurden Reservisten der Teilmobilisierung in der berufsbildenden Bauschule Nr. 19 untergebracht. Am 1. Januar 2023 wurde diese Schule durch einen ukrainischen Angriff komplett zerstört und laut russischen Angaben starben 89 Soldaten. Anhand von Berichten über Beerdigungen konnte BBC News bis im März 2023 den Tod von 139 Soldaten bestätigen.

## Bevölkerung
Als Beispiel dient die Verteilung nach Ethnien aus dem Jahr 2001:
| Volksgruppe | Einwohner | Jahr 2001 (%) |
| ----------- | --------- | ------------- |
| Russen      | 218.940   | 50,8          |
| Ukrainer    | 194.057   | 45,0          |
| Tataren     | 004.837   | 01,1          |
| Weißrussen  | 004.806   | 01,1          |
| Griechen    | 001.139   | 00,3          |
| Georgier    | 001.109   | 00,3          |

## Söhne und Töchter der Stadt
- Alexander Alexejewitsch Chanschonkow (1877–1945), Pionier der russischen Filmindustrie
- Jefim Slawski (1898–1991), russischer Metallurg und Politiker
- Pawel Korobow (1902–1965), sowjetischer Metallurg
- Dmitri Kedrin (1907–1945), ukrainisch-russischer Journalist und Dichter
- Els Aarne (1917–1995), estnische Komponistin
- Oleg Alexandrowitsch Reutow (1920–1998), russischer Chemiker und Hochschullehrer
- Soja Tolbusina (1922–2017), sowjetische bzw. russische Schauspielerin, Synchronsprecherin und Sängerin
- Juri Wlassow (1935–2021), sowjetischer Gewichtheber
- Andrij Chimitsch (* 1937), Kanute
- Yevhen Drahunov (1964–2001), Fußballspieler
- Roman Manekin (* 1965), russisch-ukrainischer Journalist, Publizist und Historiker
- Jurij Jermakow (* 1970), Turner
- Olena Bondarenko (* 1974), Journalistin und Politikerin
- Iryna Lischtschynska (* 1976), Mittelstreckenläuferin
- Alexander Kofman (* 1977), Politiker der international nicht anerkannten Volksrepublik Donezk
- Denis Puschilin (* 1981), Politiker der international nicht anerkannten Volksrepublik Donezk
- Kostjantyn Wassjukow (* 1981), Sprinter
- Wladlen Tatarski, Maxim Jurjewitsch Fomin (1982–2023), pro-russischer Propagandist und Militärblogger
- Sachar Jefymenko (* 1985), Schachgroßmeister
- Taras Schelestjuk (* 1985), Boxer
- Jewhen Selesnjow (* 1985), Fußballspieler
- Marija Rjemjen (* 1987), Sprinterin
- Dmitri Muserski (* 1988), russischer Volleyballspieler
- Bogdan Schelestjuk (* 1989), Boxer
- Oleksandr Subkow (* 1996), Fußballspieler
- Oleh Otscheretko (* 2003), Fußballspieler